# Leskowo (Kaliningrad)
Leskowo (russisch Лесково, deutsch Rammonischken, 1938 bis 1945 Hagenfließ, litauisch Ramoniškiai) ist ein Ort in der russischen Oblast Kaliningrad. Er gehört zur kommunalen Selbstverwaltungseinheit Munizipalkreis Krasnosnamensk im Rajon Krasnosnamensk.

## Geographische Lage
Leskowo zehn Kilometer südöstlich der Rajonstadt Krasnosnamensk (Lasdehnen/Haselberg) und 17 Kilometer nordöstlich der früheren Kreisstadt Dobrowolsk (Pillkallen/Schloßberg) am Flüsschen Galka (dt. Schwirgalis, 1938 bis 1945 Feldfließ). Durch den Ort verläuft die Regionalstraße 27A-026 (ex R511) und innerorts zweigt die Kommunalstraße 27K-299 ab, die über Prawdino (Grumbkowkeiten/Grumbkowsfelde) nach Nikitowka (Uszpiaunen/Kiesdorf) an der Regionalstraße 27A-025 (ex R508) führt. Vor 1945 war Lasdinehlen (1938 bis 1945 Sommerswalde, heute russisch: Mitschurino) die nächste Bahnstation an der Strecke Pillkallen–Lasdehnen der Pillkaller Kleinbahn, die nicht mehr betrieben wird.
In Leskowo gibt es eine der ganz wenigen Unterkunftsmöglichkeiten in der Gegend.

## Geschichte

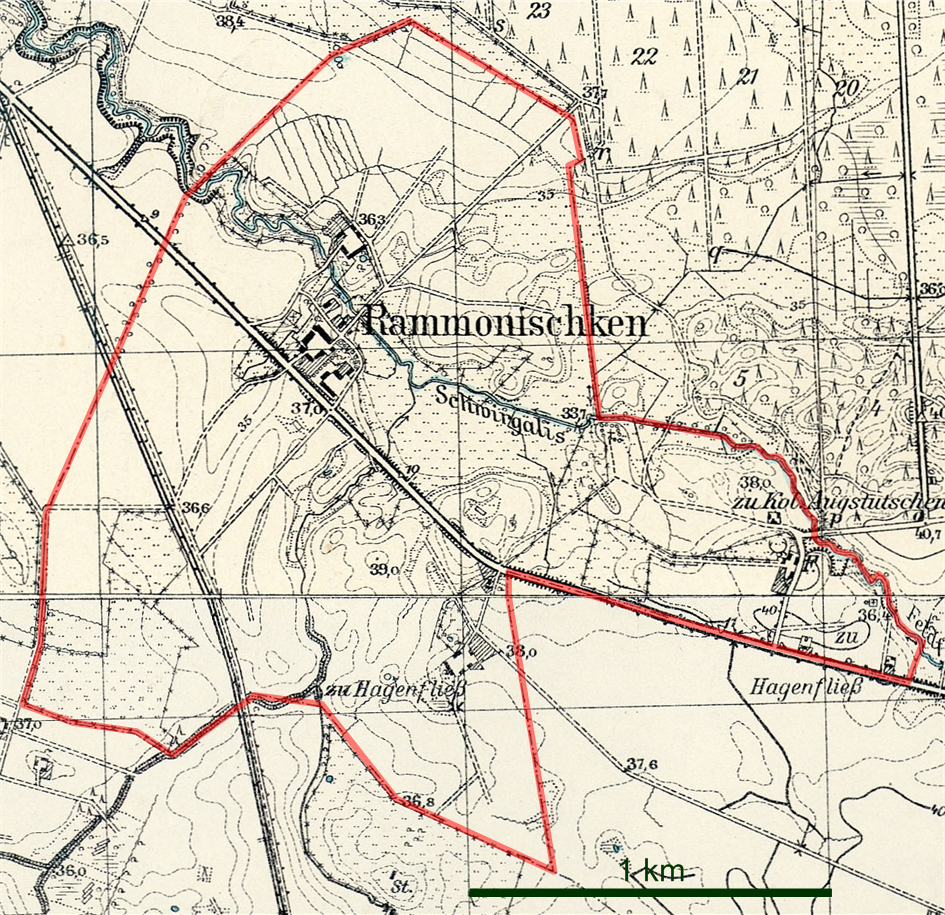
Die Gemeinde Rammonischken auf einem Messtischblatt von 1936

Das seinerzeit Romanischken genannte kleine Dorf fand im Jahre 1595 erstmals urkundliche Erwähnung. Um 1780 war Ram(m)onischken ein königliches Bauerndorf. 1874 wurde die Landgemeinde Rammonischken in den neu gebildeten Amtsbezirk Alxnupönen im Kreis Pillkallen eingegliedert. 1938 wurde Rammonischken in Hagenfließ umbenannt.
Im Jahr 1945 Jahre kam das Dorf in Folge des Zweiten Weltkriegs mit dem nördlichen Ostpreußen zur Sowjetunion. Im Jahre 1947 erhielt der Ort die russische Bezeichnung Leskowo und wurde gleichzeitig in den Dorfsowjet Mitschurinski selski Sowet im Rajon Krasnosnamensk eingeordnet. Später gelangte der Ort in den Pobedinski selski Sowet. Von 2008 bis 2015 gehörte Leskowo zur Landgemeinde Dobrowolskoje selskoje posselenije, von 2016 bis 2021 zum Stadtkreis Krasnosnamensk und seither zum Munizipalkreis Krasnosnamensk.

### Einwohnerentwicklung
| Jahr | Einwohner |
| ---- | --------- |
| 1867 | 71        |
| 1871 | 65        |
| 1885 | 91        |
| 1905 | 61        |
| 1910 | 61        |
| 1933 | 90        |
| 1939 | 86        |
| 1984 | ~ 10      |
| 2002 | 12        |
| 2010 | 8         |
| 2021 | 21        |

## Kirche
Die Einwohner Rammonischkens resp. Hagenfließ' waren vor 1945 fast ohne Ausnahme evangelischer Konfession. Das Dorf war in das Kirchspiel der Kirche Schillehnen eingepfarrt, die zum Kirchenkreis Pillkallen (Schloßberg) in der Kirchenprovinz Ostpreußen der Kirche der Altpreußischen Union gehörte. Heute liegt Leskowo im weitläufigen Einzugsgebiet der neu entstandenen evangelisch-lutherischen Gemeinde in Sabrodino (Lesgewangminnen, 1938 bis 1946 Lesgewangen) in der Propstei Kaliningrad (Königsberg) der Evangelisch-lutherischen Kirche Europäisches Russland.